# Касмарка
Касма́рка (баш. Ҡаҫмарт) — река на Южном Урале, протекает по Башкортостану и Оренбургской области (Россия). Устье реки находится в 253 км по правому берегу реки Сакмара. Длина реки составляет 123 км, площадь водосборного бассейна — 1430 км².

## Название
Не исключено, что в концовке гидронима — формант — арт, который сравнивают в названиях (в том числе речных) Кумашарт в Дагестане, Семисарт — на Алтае, Музарт — в Киргизии с тюркским арт (в киргизском и тувинском языках «перевал», в алтайском — «задняя часть хребта», «за перевалом», «перевал», в кумыкском — «по ту сторону», «задний» и т. д.

## Притоки
Основные притоки (расстояние от устья):
- 26 км: Бужан
- 35 км: Берделя
- 40 км: Идяш
- 56 км: Казанбулак
- 79 км: Зиргаиш

## Данные водного реестра
По данным государственного водного реестра России относится к Уральскому бассейновому округу, водохозяйственный участок реки — Сакмара от истока до впадения реки Большой Ик. Речной бассейн реки — Урал (российская часть бассейна).
Код объекта в государственном водном реестре — 12010000512112200005577.